# Anapleus semen
Anapleus semen är en skalbaggsart som först beskrevs av Lewis 1884.  Anapleus semen ingår i släktet Anapleus och familjen stumpbaggar. Inga underarter finns listade i Catalogue of Life.